# 林家楽一
林家 楽一（はやしや らくいち、1980年12月8日 - ）は紙切り芸人。神奈川県横浜市鶴見区出身。落語協会所属。本名∶山下 顕。

## 芸歴
- 2001年4月∶三代目林家正楽に入門。
- 2006年∶初高座。
- 2015年11月1日∶落語協会へ入会。

## 仕事

### 挿絵
- 片山一弘（選）林家楽一（紙切）「川柳うたた寝帳」（2024年2月～、読売新聞）※師匠林家正楽の死去により仕事を受け継いだ。